# Latécoère 14
Le Latécoère 14 est un avion de la compagnie Latécoère utilisé pour le transport civil.
Un seul exemplaire a été construit en 1924.